# Stanwellia hapua
Stanwellia hapua is een spinnensoort in de taxonomische indeling van de bruine klapdeurspinnen (Nemesiidae).
Stanwellia hapua werd in 1968 beschreven door Forster.